# Marco Estrada (football)
Pour les articles homonymes, voir Marco Estrada.
Marco Estrada est un footballeur international chilien né le 28 mai 1983 à Viña del Mar.
Évoluant au poste de milieu de terrain, il commence sa carrière professionnelle au CD Everton en 2001. Après six saisons dans son club formateur, il part pour l'Universidad de Chile avec qui il brillera en Copa Libertadores avant d'être repéré par le Montpellier Hérault Sport Club en 2010 qui finalisera son transfert après la Coupe du monde.
Marco Estrada possède deux titres à son palmarès, le titre de champion du Chili obtenu en 2009 (Tournoi Apertura) et le titre de champion de France obtenu en 2012 après une année incroyable en rebondissement.

## Biographie

### Carrière en club
Marco commence sa carrière dans le club chilien du CD Everton où après six saisons de Primera División, il est un titulaire indiscutable.
Transféré à l'Universidad de Chile, un club plus prestigieux, il remporte le titre de champion du Chili lors du tournoi Apertura 2009 et participe deux années de suite à la Copa Libertadores.
Le 6 juillet 2010, il s'engage en faveur du Montpellier HSC pour une durée de 3 ans.
Il y fait une bonne première saison malgré les difficultés inhérentes à tous les Sud-Américains arrivant sur le vieux continent. Le 20 mai 2012, il décroche le titre de champion de France dès sa deuxième saison en Europe.
En 2013, lors du mercato d'été, Marco Estrada signe pour le club des Émirats arabes unis d'Al-Wahda.
En janvier 2015, il rejoint le club chilien de San Luis de Quillota, club avec lequel il remporte le tournoi d'ouverture du championnat de deuxième division du Chili 2014-2015 (Apertura Primera B de Chile).

## Statistiques et palmarès

### En équipe nationale
Marco Estrada totalise trente-trois capes et un but avec l'équipe du Chili. Outre de nombreux matchs amicaux, il participe activement aux éliminatoires et à la coupe du monde 2010. Il participe également l'été suivant, à la Copa América 2011.
| Liste des matchs en sélection de Marco Estrada | Liste des matchs en sélection de Marco Estrada | Liste des matchs en sélection de Marco Estrada | Liste des matchs en sélection de Marco Estrada | Liste des matchs en sélection de Marco Estrada            | Liste des matchs en sélection de Marco Estrada               |
| ---------------------------------------------- | ---------------------------------------------- | ---------------------------------------------- | ---------------------------------------------- | --------------------------------------------------------- | ------------------------------------------------------------ |
| Date                                           | Adversaire                                     | Score                                          | Compétition                                    | Lieu                                                      | Commentaires                                                 |
| 7 septembre 2007                               | Suisse                                         | 1-2                                            | Match amical                                   | Stade Ernst Happel, Vienne, Autriche                      | Remplaçant et averti lors du match (entre à la 66e minute)   |
| 11 septembre 2007                              | Autriche                                       | 2-0                                            | Match amical                                   | Stade Ernst Happel, Vienne, Autriche                      | Remplaçant (entre à la 85e minute)                           |
| 26 janvier 2008                                | Japon                                          | 0-0                                            | Match amical                                   | Stade National de Kasumigaoka, Tokyo, Japon               | Titulaire                                                    |
| 30 janvier 2008                                | Corée du Sud                                   | 1-0                                            | Match amical                                   | Stade de la coupe du monde, Séoul, Corée du Sud           | Titulaire                                                    |
| 15 juin 2008                                   | Bolivie                                        | 2-0                                            | Élim. CM                                       | Stade Hernando Siles, La Paz, Bolivie                     | Remplaçant (entre à la 46e minute)                           |
| 19 juin 2008                                   | Venezuela                                      | 3-2                                            | Élim. CM                                       | Stade José Antonio Anzoátegui, Puerto La Cruz, Venezuela  | Titulaire                                                    |
| 20 août 2008                                   | Turquie                                        | 0-1                                            | Match amical                                   | Stade İsmet Paşa, Izmit, Turquie                          | Titulaire                                                    |
| 7 septembre 2008                               | Brésil                                         | 0-3                                            | Élim. CM                                       | Stade National du Chili, Santiago du Chili, Chili         | Titulaire et averti lors du match                            |
| 10 septembre 2008                              | Colombie                                       | 4-0                                            | Élim. CM                                       | Stade National du Chili, Santiago du Chili, Chili         | Titulaire                                                    |
| 24 septembre 2008                              | Mexique                                        | 1-0                                            | Match amical                                   | Los Angeles Memorial Coliseum, Los Angeles, États-Unis    | Titulaire et averti lors du match                            |
| 12 octobre 2008                                | Équateur                                       | 0-1                                            | Élim. CM                                       | Stade Atahualpa, Quito, Équateur                          | Remplaçant (entre à la 53e minute)                           |
| 15 octobre 2008                                | Argentine                                      | 1-0                                            | Élim. CM                                       | Stade National du Chili, Santiago du Chili, Chili         | Titulaire                                                    |
| 18 janvier 2009                                | Honduras                                       | 0-2                                            | Match amical                                   | Stade Lockhart, Fort Lauderdale, États-Unis               | Titulaire                                                    |
| 11 février 2009                                | Afrique du Sud                                 | 2-0                                            | Match amical                                   | Stade Peter Mokaba, Polokwane, Afrique du Sud             | Titulaire                                                    |
| 29 mars 2009                                   | Pérou                                          | 3-1                                            | Élim. CM                                       | Stade Monumental, Lima, Pérou                             | Remplaçant et averti lors du match (entre à la 75e minute)   |
| 27 mai 2009                                    | Japon                                          | 0-4                                            | Kirin Cup                                      | Stade Nagai, Osaka, Japon                                 | Titulaire                                                    |
| 29 mai 2009                                    | Belgique                                       | 1-1                                            | Kirin Cup                                      | Stade Nagai, Osaka, Japon                                 | Titulaire                                                    |
| 6 juin 2009                                    | Paraguay                                       | 2-0                                            | Élim. CM                                       | Stade Defensores del Chaco, Asuncion, Paraguay            | Titulaire et averti lors du match                            |
| 10 juin 2009                                   | Bolivie                                        | 4-0                                            | Élim. CM                                       | Stade National du Chili, Santiago du Chili, Chili         | Titulaire et buteur lors du match                            |
| 20 janvier 2010                                | Panama                                         | 2-1                                            | Match amical                                   | Stade Bicentenario, Coquimbo, Chili                       | Titulaire et averti lors du match                            |
| 26 mai 2010                                    | Zambie                                         | 3-0                                            | Match amical                                   | Stade municipal, Calama, Chili                            | Remplaçant (entre à la 46e minute)                           |
| 30 mai 2010                                    | Iran                                           | 1-0                                            | Match amical                                   | Stade Nelson Oyarzún Arenas, Chillán, Chili               | Titulaire                                                    |
| 25 juin 2010                                   | Espagne                                        | 1-2                                            | Coupe du monde                                 | Stade Loftus Versfeld, Pretoria, Afrique du Sud           | Remplaçant et expulsé lors du match (entre à la 37e minute)  |
| 7 septembre 2010                               | Ukraine                                        | 1-2                                            | Match amical                                   | Stade olympique, Kiev, Ukraine                            | Titulaire (remplacé à la 73e minute)                         |
| 17 novembre 2010                               | Uruguay                                        | 2-0                                            | Match amical                                   | Stade Monumental David Arellano, Santiago du Chili, Chili | Titulaire (remplacé à la 65e minute)                         |
| 29 mars 2011                                   | Colombie                                       | 2-0                                            | Match amical                                   | Stade Kyocera, La Haye, Pays-Bas                          | Remplaçant (entre à la 81e minute)                           |
| 19 juin 2011                                   | Estonie                                        | 4-0                                            | Match amical                                   | Stade Monumental David Arellano, Santiago du Chili, Chili | Titulaire                                                    |
| 23 juin 2011                                   | Paraguay                                       | 0-0                                            | Match amical                                   | Stade Defensores del Chaco, Asuncion, Paraguay            | Titulaire et averti lors du match (remplacé à la 82e minute) |
| 4 juillet 2011                                 | Mexique                                        | 2-1                                            | Copa América                                   | Stade du Bicentenario, San Juan, Argentine                | Remplaçant (entre à la 92e minute)                           |
| 12 juillet 2011                                | Pérou                                          | 1-0                                            | Copa América                                   | Stade Malvinas Argentinas, Mendoza, Argentine             | Titulaire et averti lors du match                            |
| 10 août 2011                                   | France                                         | 1-1                                            | Match amical                                   | Stade de la Mosson, Montpellier, France                   | Remplaçant (entre à la 85e minute)                           |
| 2 septembre 2011                               | Espagne                                        | 2-3                                            | Match amical                                   | AFG Arena, Saint-Gall, Suisse                             | Remplaçant (entre à la 88e minute)                           |
| 4 septembre 2011                               | Mexique                                        | 0-1                                            | Match amical                                   | Stade Cornellà-El Prat, Cornellà de Llobregat, Espagne    | Titulaire                                                    |

### En club
Marco Estrada remporte le titre de champion du Chili lors du tournoi Apertura 2009 avec le club chilien d'Universidad de Chile et en 2012, il décroche le titre de champion de France avec le Montpellier HSC.
| Saison                | Club                  | Championnat           | Championnat | Championnat | Coupe nationale | Coupe nationale | Coupe de la Ligue | Coupe de la Ligue | Compétition(s) continentale(s) | Compétition(s) continentale(s) | Compétition(s) continentale(s) | Total | Total |
| Saison                | Club                  | Division              | M.          | B.          | M.              | B.              | M.                | B.                | Comp.                          | M.                             | B.                             | M.    | B.    |
| 2000 - 2001           | CD Everton            | Primera División      | ?           | ?           | -               | -               | -                 | -                 | -                              | -                              | -                              | ?     | ?     |
| 2001 - 2002           | CD Everton            | Primera División      | ?           | ?           | -               | -               | -                 | -                 | -                              | -                              | -                              | ?     | ?     |
| 2003                  | CD Everton            | Primera División      | ?           | ?           | -               | -               | -                 | -                 | -                              | -                              | -                              | ?     | ?     |
| 2004                  | CD Everton            | Primera División      | ?           | ?           | -               | -               | -                 | -                 | -                              | -                              | -                              | ?     | ?     |
| 2005                  | CD Everton            | Primera División      | 31          | 1           | -               | -               | -                 | -                 | -                              | -                              | -                              | 31    | 1     |
| 2006                  | CD Everton            | Primera División      | 26          | 0           | -               | -               | -                 | -                 | -                              | -                              | -                              | 26    | 0     |
| 2007                  | Universidad de Chile  | Primera División      | 29          | 2           | -               | -               | -                 | -                 | -                              | -                              | -                              | 29    | 2     |
| 2008                  | Universidad de Chile  | Primera División      | 32          | 2           | -               | -               | -                 | -                 | -                              | -                              | -                              | 32    | 2     |
| 2009                  | Universidad de Chile  | Primera División      | 17          | 5           | -               | -               | -                 | -                 | Lib./Sud.                      | 8/1                            | 2/0                            | 26    | 7     |
| 2010                  | Universidad de Chile  | Primera División      | 8           | 2           | -               | -               | -                 | -                 | Lib.                           | 4                              | 0                              | 12    | 2     |
| 2010 - 2011           | Montpellier HSC       | Ligue 1               | 30          | 3           | 1               | 0               | 1                 | 0                 | C3                             | 2                              | 0                              | 34    | 3     |
| 2011 - 2012           | Montpellier HSC       | Ligue 1               | 30          | 2           | 3               | 1               | -                 | -                 | -                              | -                              | -                              | 33    | 3     |
| 2012 - 2013           | Montpellier HSC       | Ligue 1               | 24          | 4           | 2               | 0               | 1                 | 0                 | C1                             | 5                              | 0                              | 32    | 4     |
| Total sur la carrière | Total sur la carrière | Total sur la carrière | 227         | 19          | 6               | 1               | 2                 | 0                 | -                              | 20                             | 2                              | 255   | 22    |